# Antoine Aubéry
Pour les articles homonymes, voir Aubéry.
Antoine Aubéry, né le 18 mai 1616 à Paris et mort le 1er janvier 1695, est un historien français. 

## Biographie
Fils d'un aubergiste de la rue Saint-Denis à Paris, il devint avocat au Parlement. Très érudit, il fut l'un des écrivains et apologistes officiels de la cour de France au XVIIe siècle.

## Œuvre
On a jugé que ses ouvrages montraient de la partialité et son style de la médiocrité, mais ces défauts supposés sont largement compensés par l'intérêt considérable des références documentaires et pièces justificatives qu'Aubery a toujours pris grand soin d'apporter à l'appui de ses thèses. 
Aubéry est l'auteur de nombreux travaux historiques, parmi lesquels :
- Histoire générale des cardinaux (1642) ;
- De la prééminence de nos roys, et de leur préséance sur l'empereur et le roy d'Espagne (1649)
- Mémoires pour servir à l'histoire du cardinal duc de Richelieu (1660), entrepris sur l'ordre de la duchesse d'Aiguillon, nièce du Cardinal ;
- Traité des justes prétentions du Roy sur l'Empire (1667). À l'étranger, on vit dans cet ouvrage l'expression de la mégalomanie française et Louis XIV dut infliger à son porte-parole trois mois d'emprisonnement à la Bastille pour calmer les colères allemandes et espagnoles.
- Histoire du cardinal Mazarin (1688), qui conserve encore une grande valeur grâce aux extraits des registres du Parlement publiés à la suite.

- Anecdotes curieuses du règne de saint Louis, roi de France, depuis 1226 jusqu'en l'an 1270, laissées manuscrites par le Comte de Boullainvilliers, 1753. 
  - Il s'agit d'un ouvrage demeuré inédit dont l'auteur serait Antoine Aubéry. L'erreur d'attribution provient du fait que Henri de Boulainvilliers est l'auteur de la préface et non des Anecdotes proprement dites. Il existe plusieurs manuscrits connus de cet ouvrage intitulé tour à tour Anecdotes curieuses de la vie de St-Louis, Journal de la vie de St-Louis ou encore Notes au Journal de la vie de St-Louis.